# 約翰·海姆斯
約翰·海姆斯（英語：John Hyams），美國男導演、編劇、製片人、剪輯師和攝影指導，攝影指導兼導演彼得·海姆斯的兒子。

## 作品列表

### 電影
- 1995：《One Dog Day》-導演，編劇，監製
- 2009：《魔鬼命令：爆裂進化》-導演，剪輯師[2]
- 2012：《龍之眼》-導演
- 2012：《魔鬼命令：轟天決戰》-導演，編劇，剪輯師[3]
- 2013：《仇敵當前（英语：Enemies Closer）》-剪輯師
- 2014：《浴血拳霸》-編劇（未掛名）
- 2018：《全广场（英语：All Square）》-導演
- 2020：《孤野獵逃（英语：Alone (2020 thriller film)）》-導演，剪輯師
- 2022：《大病（英语：Sick (2022 film)）》-導演

### 電視
- 2003–2005：《紐約重案組（英语：NYPD Blue）》-導演，監製（4集）
- 2005：《滅罪盲探（英语：Blind Justice (TV series)）》-導演（1集）
- 2014–2015：《殭屍國度》-導演，編劇，聯合執行製片人（9集）
- 2016：《創始吸血鬼》-導演（2集）
- 2017：《芝加哥烈焰》-導演（1集）
- 2017–2018：《芝加哥警署》-導演（3集）
- 2022：《新墨西哥外星戀（英语：Roswell, New Mexico (TV series)）》-導演（1集）
- 2022–2023：《鬼娃恰吉》-導演（3集）
- 2024：《茶杯（英语：Teacup (TV series)）》-導演（2集）
- 2025：《菜鳥警察大叔（英语：The Rookie (TV series)）》-導演（1集）
- 2025：《黑函情報戰》-導演（1集）

## 外部連結
- 約翰·海姆斯在互联网电影资料库（IMDb）上的資料（英文）